# Tachinus bipustulatus
Tachinus bipustulatus es una especie de escarabajo del género Tachinus, familia Staphylinidae. Fue descrita científicamente por Fabricius en 1792.

## Distribución geográfica
Habita en Rusia, Alemania, Austria, Francia, Países Bajos, Reino Unido, Polonia, Bélgica, Luxemburgo, Dinamarca, Estonia, Japón y Suecia.